# Direct Client-to-Client
Il protocollo Direct Client-to-Client (DCC) permette a due client IRC di effettuare una connessione diretta tra loro (Chat, Trasmissione File, ecc. etc) usando, come veicolo per negoziare i parametri di trasmissione, il server IRC a cui sono connessi. Si tratta di comandi standard CTCP (Client-To-Client Protocol) come questi:
"DCC SEND [Filename] [Mio IP] [Porta in ascolto] [Dimensione del File]" per inviare un file
"DCC CHAT chat [Mio IP] [Porta in ascolto]" per iniziare una sessione di chat privata